# Cybaeolus rastellus
Espèce
Synonymes
- Mevianes rastellus Roth, 1967

Cybaeolus rastellus est une espèce d'araignées aranéomorphes de la famille des Hahniidae.

## Distribution
Cette espèce se rencontre au Chili dans les régions des Lacs, d'Aysén, de Fleuves, d'Araucanie, du Biobío et de Ñuble et en Argentine dans l'Ouest des provinces de Chubut, de Río Negro et de Neuquén,.

## Description
Le mâle holotype mesure 2,8 mm et la femelle paratype 3,4 mm.
Le mâle décrit par Burgo, Catley, Grismado, Dupérré, Benjamin, Hormiga, Griswold, Martínez et Ramírez en 2025 mesure 2,63 mm et la femelle 3,63 mm.

## Systématique et taxinomie
Cette espèce a été décrite sous le protonyme Mevianes rastellus par Roth en 1967. Elle est placée dans le genre Cybaeolus par Lehtinen en 1967.

## Publication originale
- Roth, 1967 : « A review of the South American spiders of the family Agelenidae (Arachnida, Araneae). » Bulletin of the American Museum of Natural History, no 134, p. 297-346 (texte intégral).